# Diocesi di Bistue
La diocesi di Bistue (in latino Dioecesis Bistuensis) è una sede soppressa e sede titolare della Chiesa cattolica.

## Storia
Poco o nulla si conosce di questa antica diocesi dell'Illirico, i cui resti si trovano oggi nei pressi di Zenica in Bosnia ed Erzegovina. L'ecclesia Bestoensis compare nell'elenco delle diocesi suffraganee di Salona nei sinodi che si svolsero in questa sede metropolitana nel 530 e nel 533, dove presenziò il vescovo Andrea, unico noto per questa sede.
Ricerche archeologiche nel corso del Novecento hanno messo in luce resti dell'antica cattedrale, edificata sulle rovine del municipio romano di Bistua.
La sede probabilmente venne spazzata via dalle incursioni degli Avari sul finire del VI secolo.
Dal 1989 Bistue è annoverata tra le sedi vescovili titolari della Chiesa cattolica; dal 7 dicembre 2009 il vescovo titolare è Theodorus Cornelis Maria Hoogenboom, vescovo ausiliare di Utrecht.

## Cronotassi

### Vescovi
- Andrea † (menzionato nel 530 e nel 533)

### Vescovi titolari
- Carl Kevin Moeddel † (15 giugno 1993 - 25 agosto 2009 deceduto)
- Theodorus Cornelis Maria Hoogenboom, dal 7 dicembre 2009